# Trade Tower
La Trade Tower est un gratte-ciel faisant partie du World Trade Center Seoul dans le quartier de Gangnam, en Corée du Sud. Construite en 1988, elle mesure 228 mètres de haut pour 55 étages,.